# Christus von Vũng Tàu

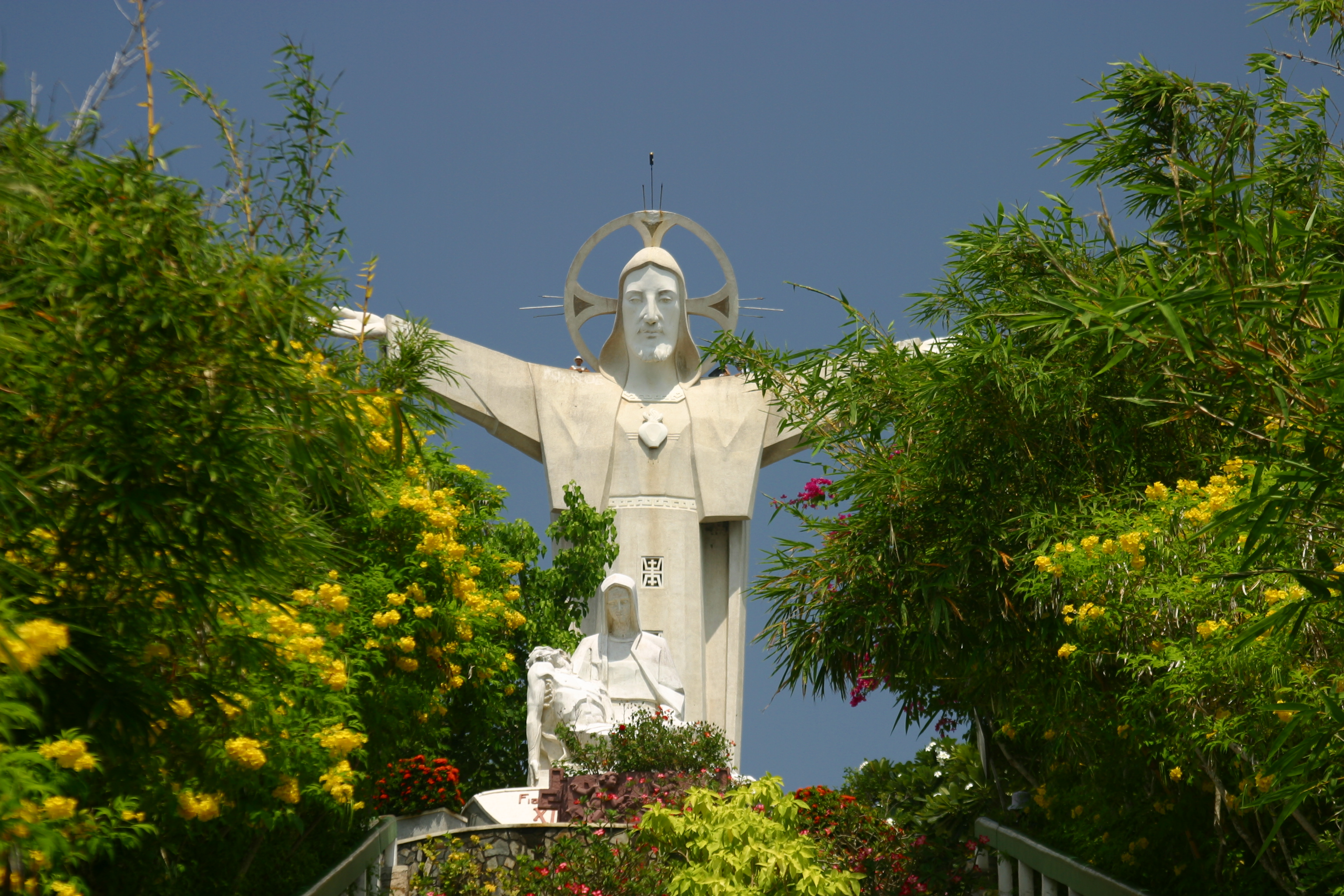
Der Christus von Vũng Tàu auf dem Berg Nho, Vietnam

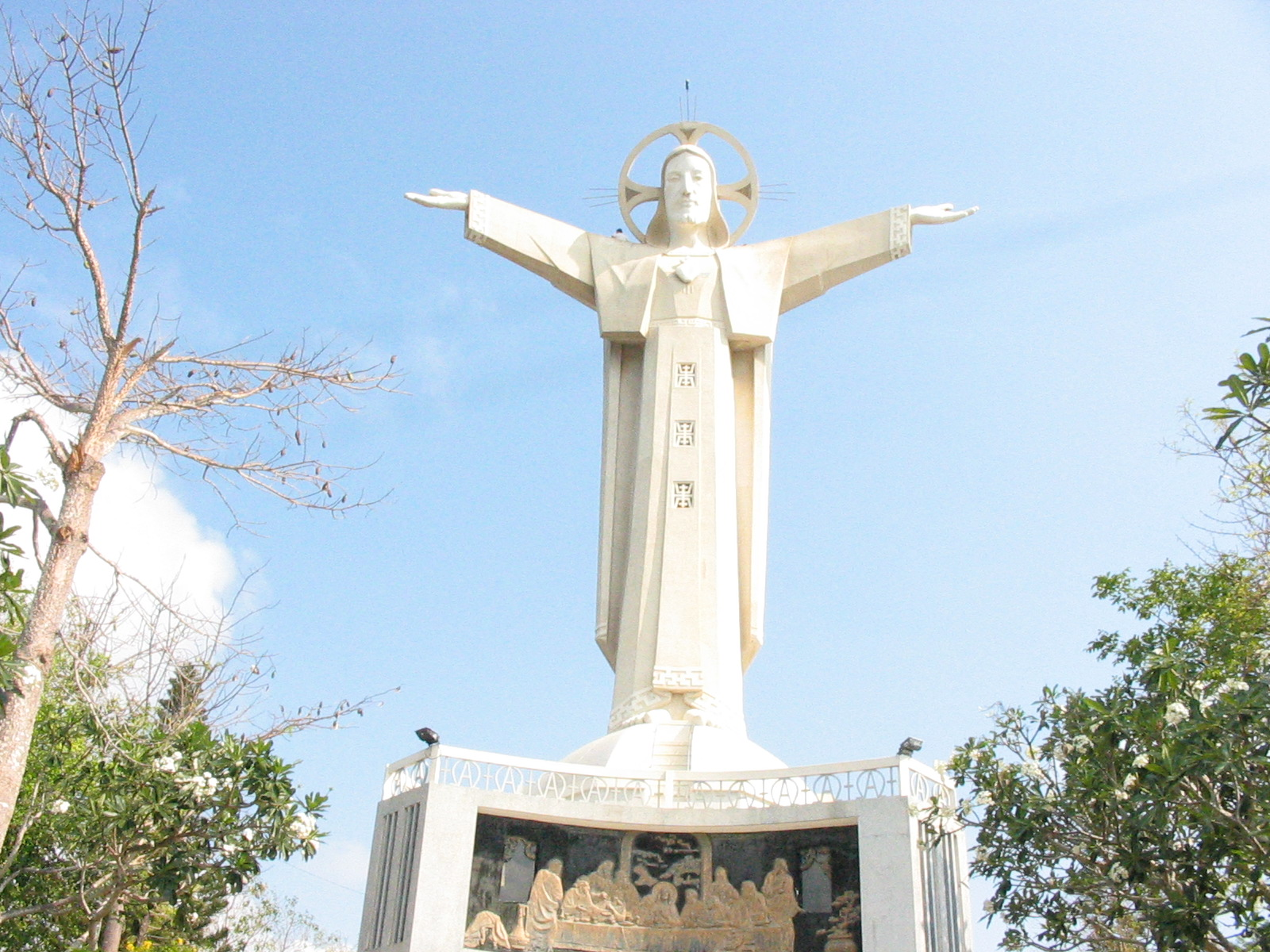
Gesamtansicht

Der Christus von Vũng Tàu (vietnamesisch: 
Tượng Chúa Kitô Vua) ist eine 32 Meter hohe Statue Jesu Christi auf dem Berg Núi Nhỏ in Vũng Tàu, in der Provinz Bà Rịa-Vũng Tàu im Süden Vietnams. 
Mit ihren 32 Metern Höhe ist sie die fünfthöchste Christusstatue der Welt. Sie steht auf einem vier Meter hohen Sockel, der wiederum auf einem sechs Meter hohen Unterbau ruht. Ihre Arme haben eine Spannweite von 18,3 Metern. Die Statue lässt sich über eine Treppe im Innern besteigen; nach 133 Stufen kann man von der Schulterpartie über das angrenzende südchinesische Meer blicken.
Der Bau begann 1974, gegen Ende des Vietnamkrieges, in der damaligen Republik Vietnam (Südvietnam). Nach der militärischen Wiedervereinigung des Landes wurde die Statue schließlich 1993 im Auftrag der (von der sozialistischen Republik anerkannten) „Vietnamesischen Katholisch-Patriotischen Vereinigung“ vollendet.

## Galerie

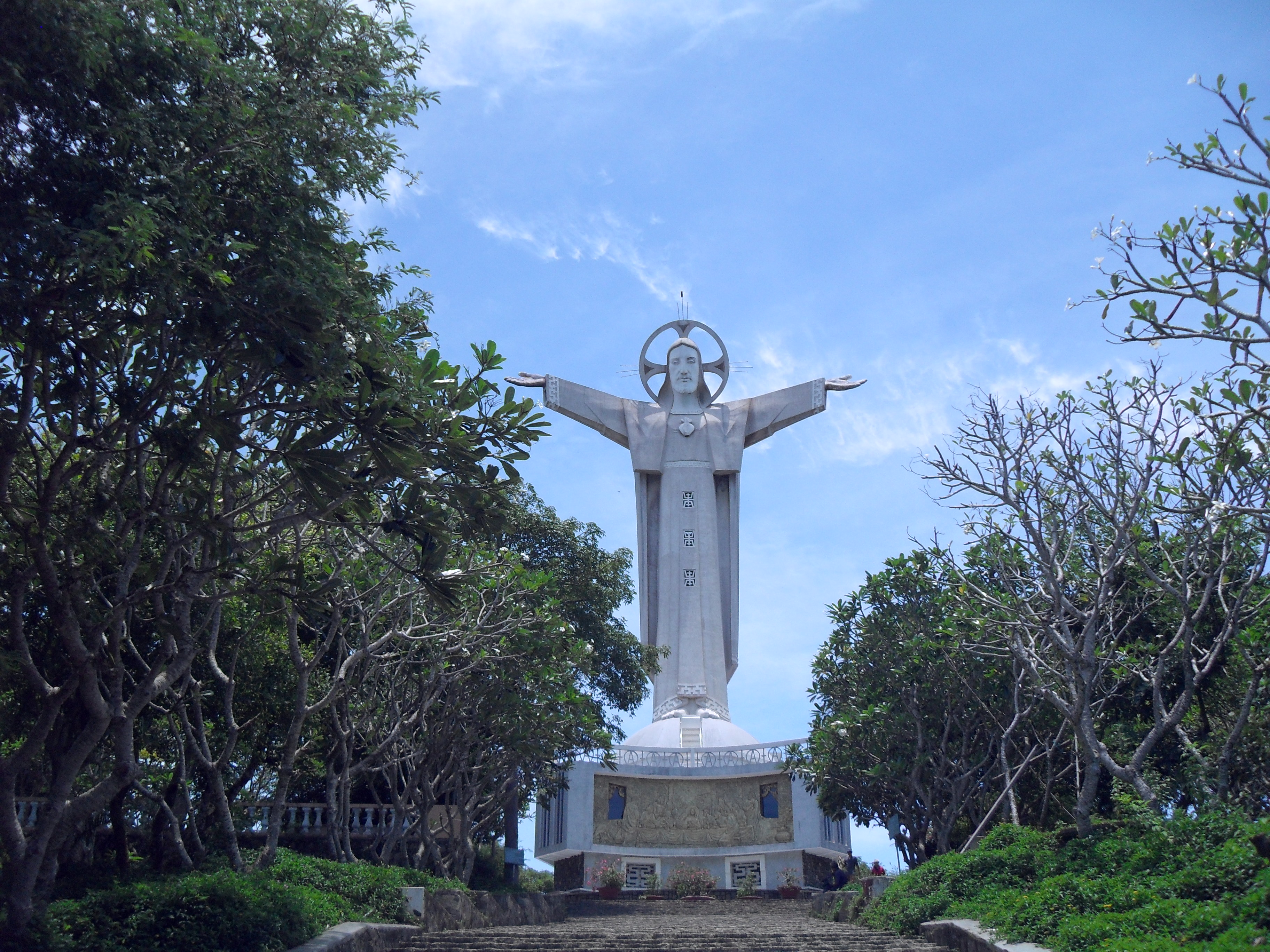
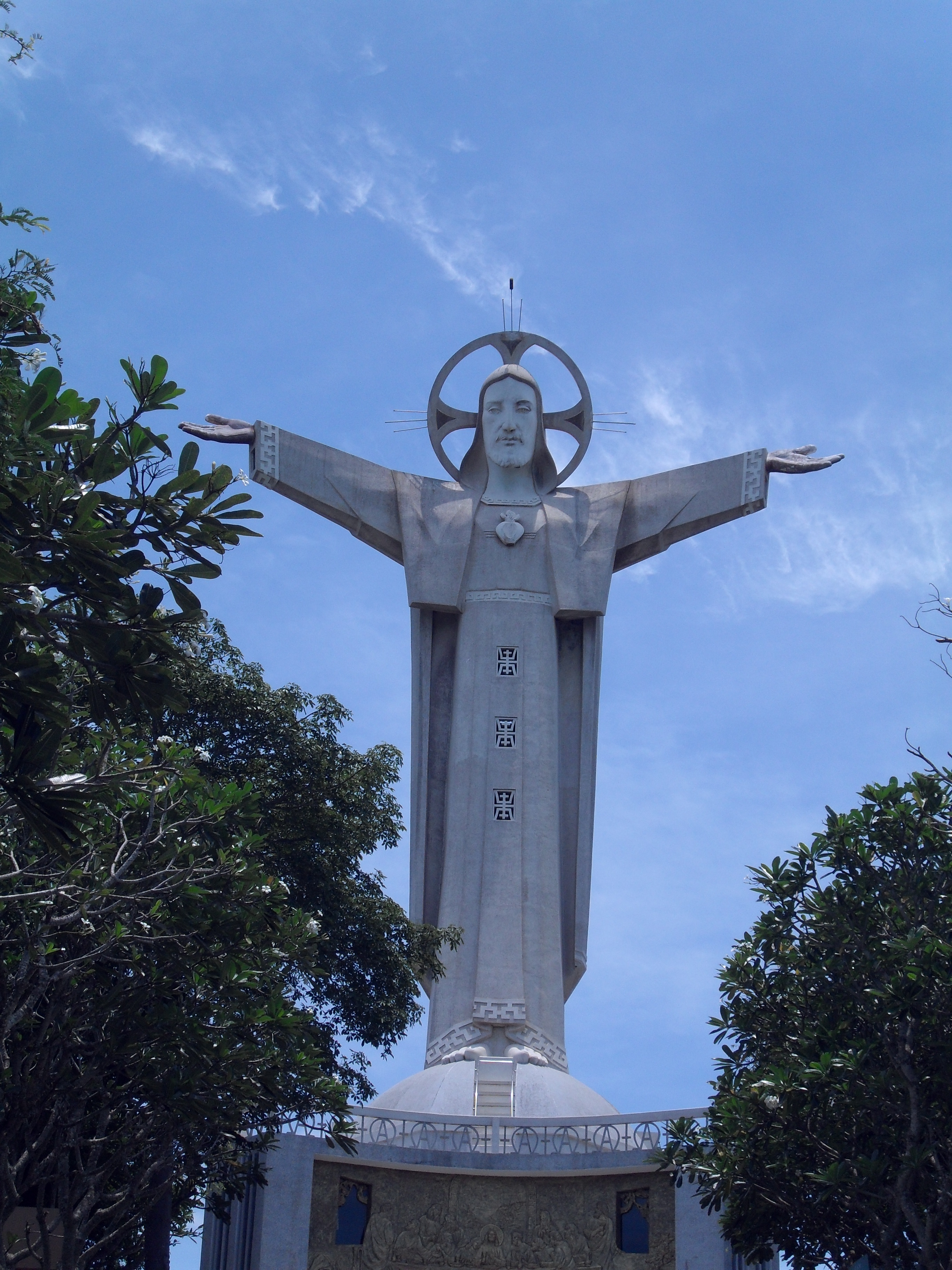
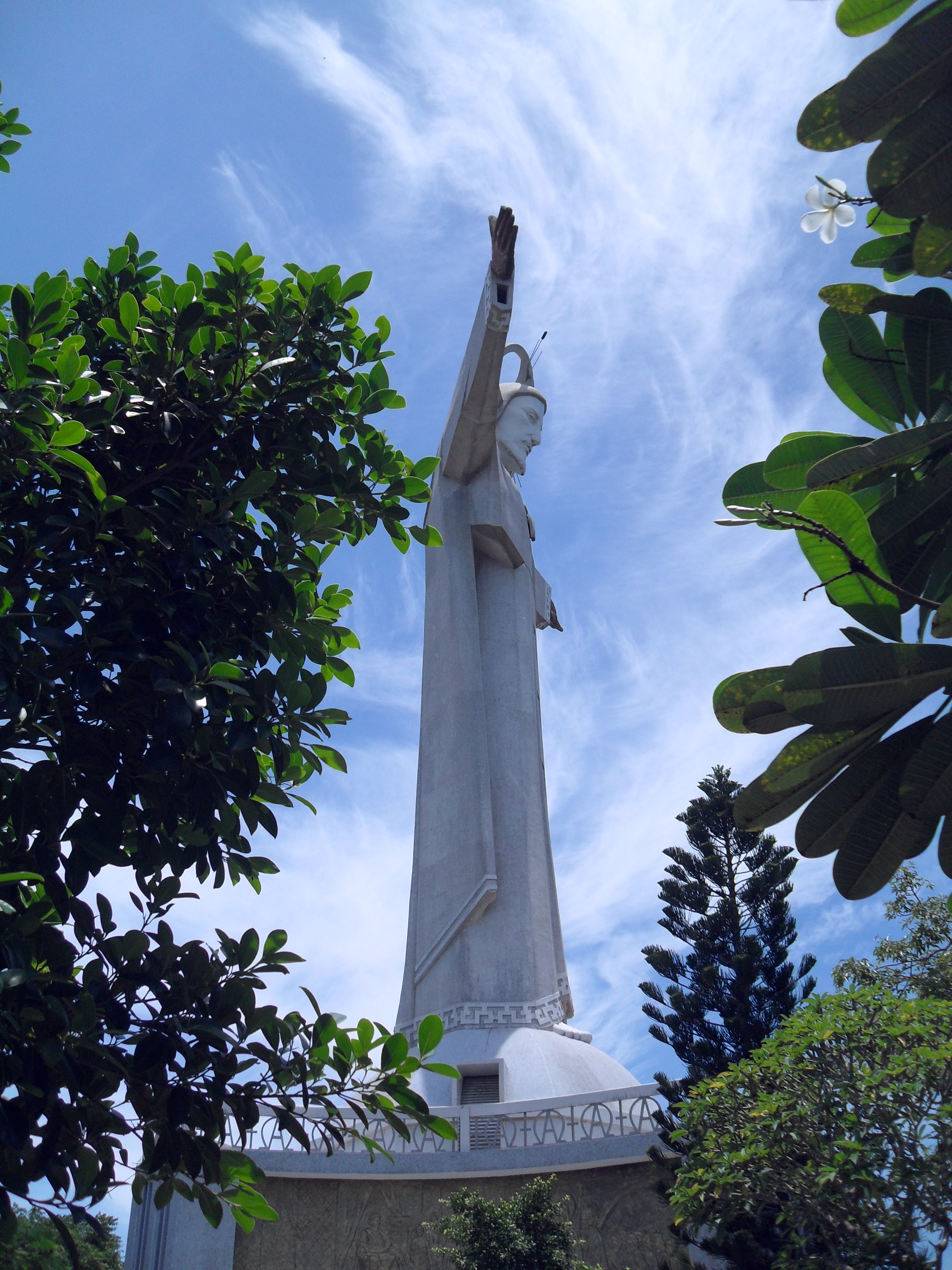